# Biblioteca nazionale di Bielorussia
La Biblioteca nazionale di Bielorussia (bielorusso: Нацыянальная бібліятэка Беларусі, in russo Национальная библиотека Беларуси?), fondata il 15 settembre 1922, appartiene alla repubblica Bielorussa. Ospita la più grande raccolta di pubblicazioni bielorusse e la terza più grande raccolta di libri in lingua russa dopo la Biblioteca Statale russa di Mosca e la Biblioteca nazionale russa di San Pietroburgo.
La biblioteca si trova a Minsk, capitale della Bielorussia, in un nuovo edificio inaugurato il 16 gennaio 2006. L'edificio è alto 72 metri, è composto di 22 piani e può ospitare circa 2000 lettori più altri 500 nella sala conferenze. Il suo principale elemento architettonico ha la forma di un rombicubottaedro.
La Biblioteca nazionale di Bielorussia è il principale polo culturale e d'informazione dell'intero paese, include oltre 8 milioni di titoli riguardanti i più vari argomenti.
A partire dal 1993 ha preso il via il processo di informatizzazione della biblioteca, con oltre 2 milioni di voci indicizzate. Gli utenti della biblioteca hanno inoltre accesso a database di altre biblioteche e istituzioni accademiche, anche straniere.
La domanda di libri alla biblioteca è in grande aumento. Più di novantamila cittadini bielorussi frequentano le biblioteche, e richiedono circa 3 milioni e mezzo di documenti all'anno. Ogni giorno la biblioteca è visitata da più di 2200 persone e acquisisce circa dodicimila documenti.